# Librilla
Librilla è un comune spagnolo di 4 534 abitanti situato nella comunità autonoma di Murcia.